# 奥斯威辛集中营
奥斯威辛集中暨滅絕營，或稱奥施维茨－比克瑙集中暨滅絕營（德語：Konzentrationslager Auschwitz-Birkenau），是納粹德國時期建立最主要的集中營和滅絕營，位於波蘭南部、全国第二大城市克拉科夫西南60公里的小鎮奥斯威辛。
奧斯維辛集中營於1940年4月27日，由納粹德國親衛隊領導人希姆萊下令建造。1942年1月20日舉行的萬湖會議通過「最終解決方案」，透過滅絕營實行有系統的猶太人大屠殺行動，估計約有110萬人在奧斯維辛被殺。
奧斯維辛共有3個主要營區，分別是奥斯威辛（一号营区）、比克瑙（二号营区）、莫諾維茨（三号营区）和39個小型的營地或工廠，最主要的目的是進行殺害猶太人或是對其收容者進行極為嚴苛的工作、集體處決或是進行不人道的人體實驗。
奧斯維辛在1945年1月27日被蘇聯紅軍攻佔。1947年，波蘭國會立法將此改為紀念納粹大屠殺的博物館，即奥施维茨－比克瑙國家博物館，以做為第二次世界大戰中納粹德國統治期間，犯下惡名昭彰罪行的歷史見證。1979年，聯合國教科文組織將奧斯維辛列入世界文化遺產。

## 概述
奥斯威辛主要有三大區域：

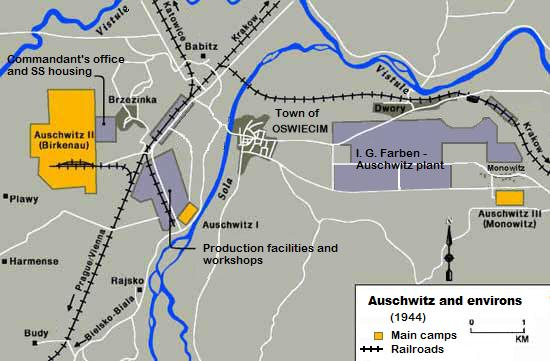
三个主要营区的位置

- 一号营：奥斯威辛集中暨滅絕營：最先建立的營區，是整個奥斯威辛地區營區的最主要的管理行政中心。這裡殺害了波蘭境內知識分子、蘇軍戰俘和納粹德國境內同性戀者及罪犯。由於他們都可以做勞力工作，為納粹服務的企業都設在此處。
- 二号营：比克瑙集中暨滅絕營：1941年10月開始興建，比克瑙是最主要的滅絕營，佔地面積為175公頃，納粹修建了300座木排房。由於火車可以直接停留在比克瑙集中營，故此也成為收容人篩選地。設有行刑場及毒氣室，可進行大規模屠殺，此外它也包括幾個特殊性的集中營：布達的農業營、加悔澤的養禽營、賴斯科的蔬菜營和一些化學實驗室。
- 三号营：莫諾維茨集中暨滅絕營：該集中營的擁有者是德國最大的化學公司IG法本。約11,000名犯人在莫諾維茨工作，負責挖煤、水泥和橡膠生產等。奧斯維辛二號（比克瑙）的醫生會按時到這裡，將無法從事勞力工作的收容人送往毒氣室。這裡是由一座主營和39座小營房構成的勞動營，也稱倫納－莫諾維茨，名稱來自于莫諾維茨原址上的倫納合成橡膠廠。

## 指揮官
- 1940年至1943年：德國黨衛隊－鲁道夫·霍斯中校。
- 1943年至1944年：德國黨衛隊－阿瑟·里贝汉彻中校（Arthur Liebehenschel）。
- 1944年至1945年：德國黨衛隊－理查德·貝爾上校（Richard Baer）。

## 過程

### 篩選
從納粹德國統治下囚犯最早被用卡車運往集中營，1944年5月以後，建立了鐵路直接抵達集中營。由集中營的醫生對其收容人以種族、宗教、同性戀者等類別，再以及性別、年齡等基本資料，作為初步的篩選。（例如：一名健康的男性成人是否具有專業技能或是有可能成為人體實驗的對象去區分）。大部分的猶太人、婦人、兒童、老人或是被判斷為沒有價值的人，則會直接送往刑場或是毒氣室殺害。
經過初步篩選之後，收容人立即被剃去頭髮、消毒、拍照建立檔案，並在收容人身上刺上編號藉以確認收容數量（此一編號達40萬之鉅）。而收容人的個人行李財物皆被沒收，成為納粹德國的戰爭資源。經過篩選之後，收容人身上唯一財物則是他們身上的囚服。最後依人種及性別被分送到不同的收容樓房，囚服有分「政治犯」，「普通罪犯」、「外來移民」、「同性戀」和「猶太人」的標記，以區分收容人之身分。
收容期間，每日勞動工作內容、飲食以及對待會按不同等級區分。德國工人第一，其次是西歐工人（比利時、法國、荷蘭），然後是與德國有依賴關係或結盟的歐洲東南部工人（匈牙利、羅馬尼亞、斯洛文尼亞、希臘、克羅地亞），較低等級的是捷克斯洛伐克、波蘭、蘇聯、義大利（1943年義大利投降後）工人，猶太人則在最低位置。此一情況可在在睡床格的分配更明顯地看到。

### 劳动
主要的勞動可分為四種類型。
- 第一種：此勞動目的是消耗被收容者的精力以使他們疲憊不堪。例如，做鋪設铁路或道路的工作，採砂石場和「處罰單位」也屬於這一類。在某些情況下，為娛樂納粹軍官而要求被收容者在早上隨意地挖一個洞，而在下午填補同一個洞口等諸如此類無意義的工作內容。这些工作的唯一目的是消耗被收容者的精力。
- 第二種：讓那些具有專門的技術或是知識的人（例如：水電工、醫生、藥劑師等）生产在戰爭進行中所需要的生產材料和必要的戰爭武器，如以勞動力為目的的維修。这些有技术的人的待遇在處罰單位方面比工廠工人的要好。
- 第三種：这类勞動專門處理毒氣室屍体，以及因營養不良或疾病等其他因素而瀕死的被收容者。他们的待遇比起前兩種人的要更好。
- 第四類：这类勞動是最初到集中營的和後來進入集中營的德国罪犯，或者，是從位階最高的德國人中挑選出來的工廠工頭，以及担任警卫职能的集中營囚監。雖然他們有对被收容者施暴的权利，但是只有很少的人受到了審判[4]。

### 人體實驗
由於集中營內只有做人體實驗的「醫院」，所以收容人大多不是因病而死，就是要被送往毒氣室以致命的毒气杀死。

## 近況

### 「勞動帶來自由」標誌被竊
2009年12月18日清晨，位於集中營遺址入口長5公尺，重41公斤的著名標誌－「勞動帶來自由」被竊。这起盗窃事件引起了大屠殺受害人和一些國家的不满。兩天後，警方在波蘭北部的1名参加盗窃的嫌犯家中找到失物，这个標誌被切割成3份。警方表示有5名涉案嫌犯，相信他們都是受人指使犯案的慣犯，而非新納粹份子。標誌被重新焊接回原處，並且加強了集中營遺址周边的保全。瑞典的新納粹份子Anders Hogstrom因策劃盜竊被引渡到波蘭受審，被判刑兩年8個月。2010年3月，波蘭法院裁定3名盜竊者有罪，分別被判監禁18~30個月。

### 知名受害者
- 諾伯特·巴爾利茨基（Norbert Barlicki，1880年－1941年9月27日），波蘭律師、政治家。在集中營裏被殺害。
- 布羅尼斯瓦夫·捷克（Bronisław Czech，1908年7月25日－1944年6月5日），波蘭滑雪健將、藝術家，曾參加四屆冬奧會。1944年在集中營被殺害。
- 安妮·弗蘭克（Anne Frank，1929年6月12日－1945年3月），《安妮日記》作者，在奧斯維辛集中營被關押了7個星期，1945年死于伯根-貝爾森集中營（因染上了斑疹傷寒）。
- 庫爾特·蓋隆（Kurt Gerron，1897年5月11日－1944年11月15日），德國演員，導演。猶太人。1944年在集中營裏被殺害。
- 多拉·蓋爾森（Dora Gerson，1899年3月23日－1943年2月14日），德國演員，歌手，猶太人。1943年在集中營被殺害。
- 帕維爾·哈斯（Pavel Haas，1899年6月21日－1944年10月17日），捷克斯洛伐克作曲家，猶太人。曾採用中國唐代詩人崔颢、杜甫的作品譜成藝術歌曲。1944年在集中營裏被殺害。
- 約瑟夫·諾伊（Józef Noji，1909年8月9日－1943年2月15日），波蘭田徑運動員，曾參加柏林奧運會，1943年在集中營裏被殺害。
- 維克托·烏爾曼（Viktor Ullmann，1898年1月1日－1944年10月18日），猶太血統的捷克作曲家。早年在維也納求學時結識了勛伯格，後從策姆林斯基學習。30年代初，在瑞士擔任樂團指揮。1935年從哈巴學習微分音音樂。1942年被納粹送進集中營，後被殺害於奧斯維辛集中營。
- 弗朗切斯卡·曼恩，（1917年2月4日–1943年10月23日），波蘭芭蕾舞演員，搶走黨衛軍軍官希林格手裏的槍將其射殺，引起數位女囚共同反抗。

### 知名倖存者
1945年1月27日蘇聯紅軍解放奧斯維辛集中營的時候，只找到7650名倖存者，其中有130名兒童。
- 瓦迪斯瓦夫·巴托謝夫斯基（Władysław Bartoszewski，1922年2月19日－2015年4月24日），後來的波蘭外交部長（1995年；2000年－2001年），1940年－1941年被關押在集中營裏，後被波蘭紅十字會營救。
- 約瑟夫·西倫凱維茲（Józef Cyrankiewicz，1911年4月23日－1989年1月20日），後來的波蘭總理（1947年－1952年，1954年－1970年），波蘭國務委員會主席（國家元首，1970年－1972年），1942年被關進奧斯維辛集中營，後於1945年因蘇聯解放而逃出了集中營。
- 約瑟夫·加爾林斯基（Józef Garliński，1913年10月14日－2005年11月29日），波蘭歷史學家、作家。1943年被關進集中營。集中營解放後曾寫有多本關于集中營生活的著作，獲得暢銷。戰後在英國倫敦定居。
- 凱爾泰斯·伊姆雷（Imre Kertész，1929年11月9日－2016年3月31日），匈牙利作家，1944年被關押在集中營，2002年獲得諾貝爾文學獎。
- 普里莫·萊維（Primo Michele Levi，1919年7月31日－1987年4月11日），意大利作家，化學家，猶太人，1944年被關押在集中營內，於1945年因蘇聯解放集中營而逃脫。
- 魯道夫·弗爾巴（Rudolf Rudi Vrba，1924年9月11日－2006年3月27日），斯洛伐克籍加拿大藥理學家，1944年與阿爾弗雷德·韋茨勒自集中營裡成功逃出，也是第一位向盟軍通報集中營暴行的幸存者。
- 埃利·維瑟爾（Elie Wiesel，1928年9月30日－2016年7月2日），羅馬尼亞作家、政治活動家。1986年諾貝爾和平獎獲得者。
- 威托德·皮雷茨基（Witold Pilecki，1901年5月13日－1948年5月25日），波蘭士兵，波蘭抵抗組織成員，唯一一位自願進入集中營的關押者，在集中營內組織了抵抗運動並向同盟國通報了納粹在奧斯維辛集中營的暴行，于1943年4月26－27日從集中營逃脫。因忠于波蘭流亡政府于1948年被波蘭人民共和國處決。
- 維克多·弗蘭克（Viktor Emil Frankl，1905－1997年），奧地利神經學家、精神病學家，猶太人大屠殺倖存者，離營後成為存在主義心理學者。
- 安德烈·安德烈耶維奇·尤先科（Andriy Andriyovych Yushchenko，1919年－1992年），前烏克蘭總統維克多·安德烈耶維奇·尤先科的父親。
- 奧托·法蘭克（Otto Frank，1889年5月12日－1980年8月19日），安妮·法蘭克之父，繼承女兒安妮的日記手稿，並安排該日記的出版。
- 薩拉莫·亞魯（Salamo Arouch，1923年1月1日－2009年4月26日），希臘籍猶太人大屠殺倖存者，1941年以17歲的年齡成為巴爾幹半島最年輕的中量級拳王冠軍，1943年連同家族成員到達奥斯威辛，在奥斯威辛集中營以打拳娛樂納粹黨員，囚犯編號為136954，在1945年蘇軍解放奥斯威辛集中營後離開波蘭，移居於以色列特拉維夫，在1989年其真人故事被米高梅拍成電影《魔鬼集中營》（Triumph of the Spirit）。
- 以色列·克里斯塔爾（Yisrael Kristal，1903年9月15日－2017年8月11日），波蘭企業家，猶太人。克里斯塔爾及其家人在1944年8月進入集中營，最終只有他存活下來。1947年娶第二任妻子，之後全家移民至以色列海法，成为超級人瑞，一度为世界上在世的最年長男性。享寿113岁330天。
- 莉莉安娜·塞格雷（Liliana Segre，1930年9月10日－），義大利終身參議員，猶太人。義大利種族法通過後被逐出學校，1944年2月6日被送往集中營，最後全家族僅剩她被蘇聯紅軍救出。
- 萊昂·雷森（Leon Leyson，1929年9月15日 - 2013年1月12日），波蘭裔美國人的大屠殺倖存者，也是最年輕的辛德勒猶太人之一，由奧斯卡·辛德勒拯救的猶太人。他死後出版的回憶錄「辛德勒名單：木箱上的男孩（The Boy on the Wooden Box: How the Impossible Became Possible... on Schindler's List）」在大屠殺事件半個多世紀後，八十高齡的他寫下這段經歷，書上詳述了他在大屠殺中的經歷，提醒了戰爭之惡，以及人性的光輝與力量。[12][13]

## 宣傳事件
冷戰時期蘇聯曾經較長期估計和宣稱，奧斯威辛集中營死亡人數達四百萬之多，很久後才經過核實為一百多萬。
21世紀初開始西方國家有一種宣傳認知是美國解放了奥斯威辛，其實1945年1月27日是蘇聯軍隊解放了該地並有大量歷史照片。2020年1月解放紀念日上德國明鏡周刊也勘誤發表錯誤推特是美國解放該地，之後被德國民眾指出錯誤，後編輯部表示「發生了一個特別尷尬的錯誤，為此我們只能道歉。」該週刊的代表說，他們接受寫給他們的批評當作是「公正的懲罰」。但同日美國駐丹麥大使館也發文稱紀念當年美軍解放奧斯維辛，也被網民指出錯誤，雖未刪除推文，但第二天在原推文下面回復并且置頂了不是美國士兵而是蘇聯士兵解放奧斯維辛的更正聲明，并且還發佈了新的更正聲明推文。
俄羅斯媒體則認為奥斯威辛歷史的相關改寫是一項系統化謀略，意圖抹去蘇聯的二戰貢獻，其中主要推手是雅詩蘭黛集團的第二代公子羅納德，其也是紐約「世界猶太人大會」創辦者，與親俄的「歐洲猶太人大會」創立者坎特長期對立爭奪輿論話語權。